# Chrášťany (okres Rakovník)
Obec Chrášťany (německy Kraschau) se nachází v okrese Rakovník, kraj Středočeský, zhruba 6 km severozápadně od Rakovníka. Asi 2,5 km severně od Chrášťan prochází státní silnice I/6 Praha – Karlovy Vary. Přímo v obci se mimoúrovňově kříží železniční Trať 126 Rakovník–Louny–Most s tratí 125 Krupá–Kolešovice. 
Žije zde 691 obyvatel. Obec je jedním z center českého chmelařství.

## Historie
První písemná zmínka o obci pochází z roku 1295 (Unka de Kraschan). Název souvisí se slovem chrást, tj. „chrastí“, „klestí“, „drobný dřevinatý porost“ a označoval tedy ves lidí bydlících v chrastí, u chrastí či přistěhovalých z místa jménem Chrást.
Legenda o založení obce vypráví o rytíři, který projížděl po území dnešních Chrášťan a napadli ho zde lapkové. Rytíř utekl a schoval se kdesi v chroští (z toho dnešní název Chrášťany), které ho před lapky zachránilo. Na tom místě pak nechal vystavět kapličku (ta je dnes po rekonstrukci a stojí ve východní části obce u spojovací silnice Rakovník – E48).
Založení sboru dobrovolných hasičů proběhlo roku 1883. Narodil se tu zemědělský pedagog, agronom a mladočeský politik Rudolf Treybal.

### Územněsprávní začlenění
Dějiny územněsprávního začleňování zahrnují období od roku 1850 do současnosti. V chronologickém přehledu je uvedena územně administrativní příslušnost obce v roce, kdy ke změně došlo:
- 1850 země česká, kraj Praha, politický i soudní okres Rakovník[6]
- 1855 země česká, kraj Praha, soudní okres Rakovník
- 1868 země česká, politický i soudní okres Rakovník
- 1939 země česká, Oberlandrat Kladno, politický i soudní okres Rakovník[7]
- 1942 země česká, Oberlandrat Praha, politický i soudní okres Rakovník[8]
- 1945 země česká, správní i soudní okres Rakovník[9]
- 1949 Pražský kraj, okres Rakovník[10]
- 1960 Středočeský kraj, okres Rakovník
- 2003 Středočeský kraj, obec s rozšířenou působností Rakovník

### Rok 1932
V obci Chrášťany (přísl. Nový Dvůr, 1050 obyvatel, katol.  kostel) byly v roce 1932 evidovány tyto živnosti a obchody: 4 hostince, kapelník, kolář, 2 kováři, 3 krejčí, malíř pokojů, 2 obuvníci, pekař, 4 obchody s lahvovým pivem, 2 rolníci, 3 řezníci, 2 sadaři, 4 obchody se smíšeným zbožím, spořitelní a záložní spolek pro Chrášťany, obchod se střižním zbožím, švadlena, 2 trafiky, 2 truhláři, 2 obchody s uhlím, velkostatek, zámečník.

## Pamětihodnosti
- Socha svatého Aloise na východ od návsi
- Socha svatého Jana Nepomuckého
- Sloup se sochou svatého Isidora na návsi
- Sloup se sochou svatého Prokopa u hřbitova na jih z vesnice

## Části obce
Obec Chrášťany se skládá ze dvou částí, které leží v katastrálním území Chrášťany u Rakovníka:
- Chrášťany
- Nový Dvůr

Z hlediska římskokatolické správy obec spadá do farnosti Petrovice u Rakovníka, ale její část Nový Dvůr do farnosti Rakovník.

## Doprava
Dopravní síť

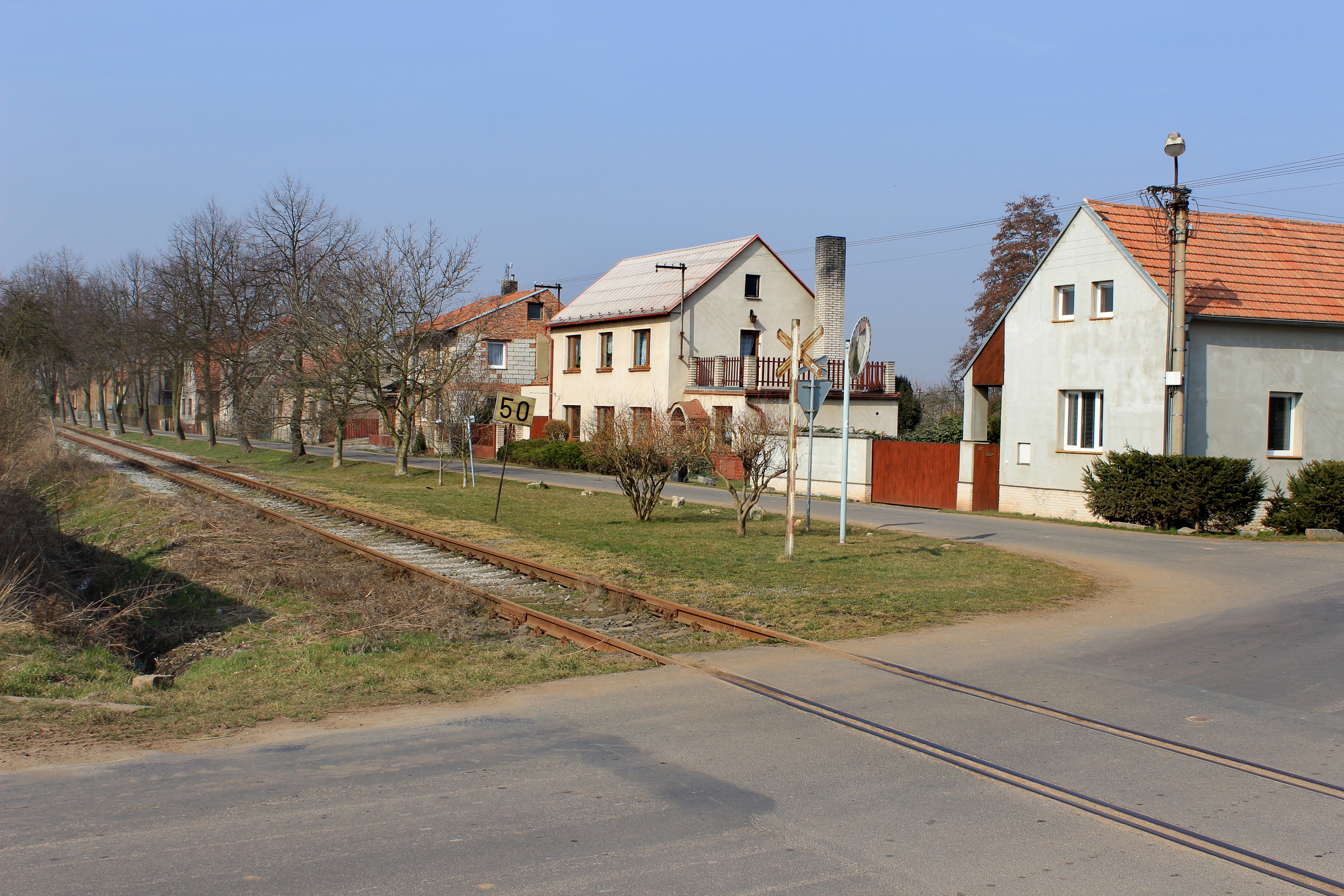
Příležitostně používaná trať 125

- Pozemní komunikace – Do obce vedou silnice III. třídy. Ve vzdálenosti 2,5 km severně od obce prochází státní silnice I/6 Praha – Karlovy Vary.

- Železnice – Obec Chrášťany leží na křížení železničních tratí 125 (Lužná u Rakovníka –) Krupá – Kolešovice a 126 Rakovník – Louny – Most. Železniční trať 125 je jednokolejná regionální trať, doprava na ní byla zahájena roku 1883. Trať je od prosince 2006 bez pravidelné dopravy. Železniční trať 126 je jednokolejná celostátní trať, doprava byla mezi Rakovníkem a Louny zahájena roku 1904. Na území obce leží železniční stanice Chrášťany.

Veřejná doprava 2011
- Autobusová doprava – V obci měly zastávku autobusové linky jedoucí např. do těchto cílů: Kolešov, Mutějovice, Podbořany, Rakovník (dopravce ANEXIA s. r. o.).

- Železniční doprava – Stanicí Chrášťany po trati 126 jezdí denně 10 párů osobních vlaků.

## Další fotografie

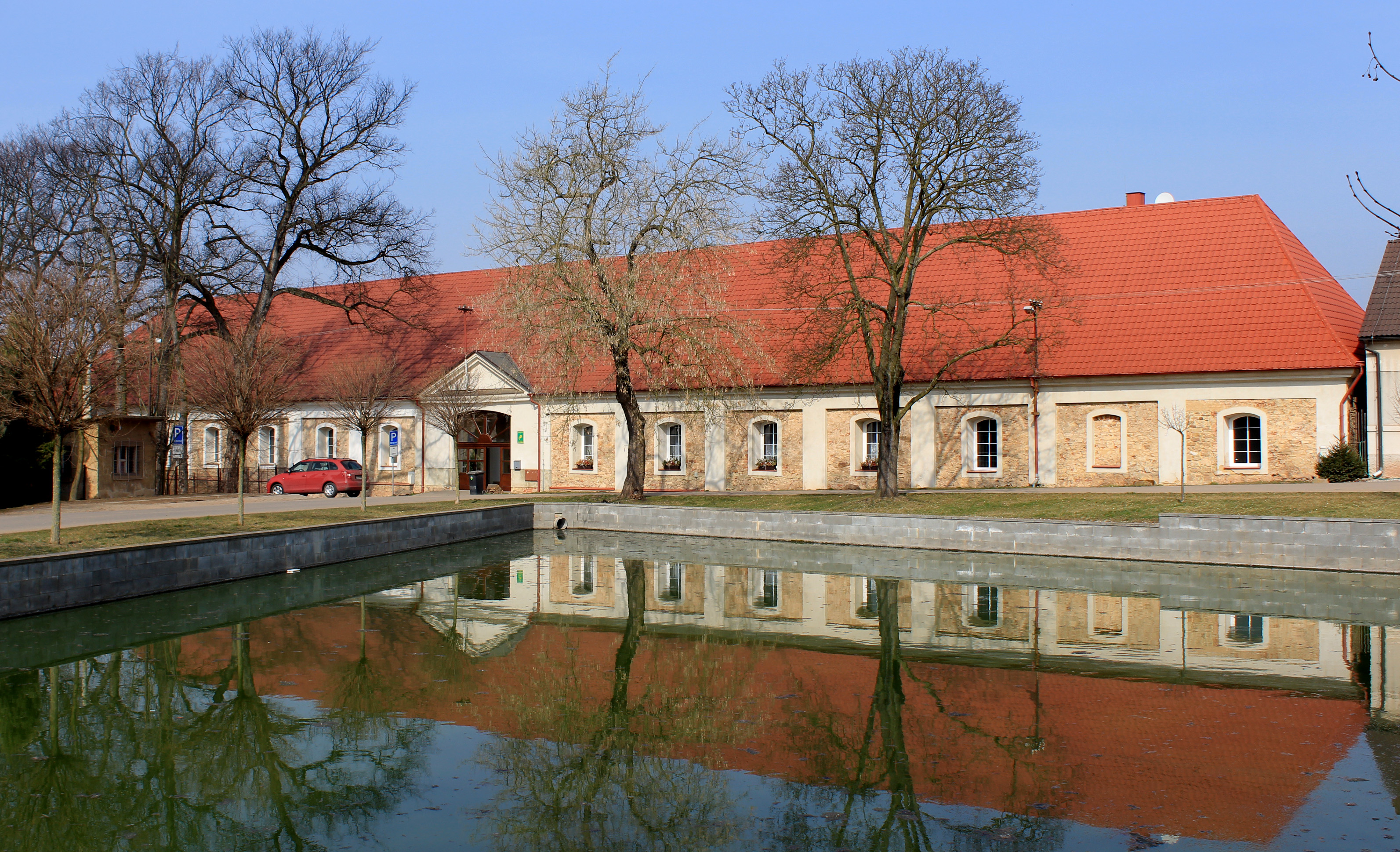
Bývalý velkostatek na návsi
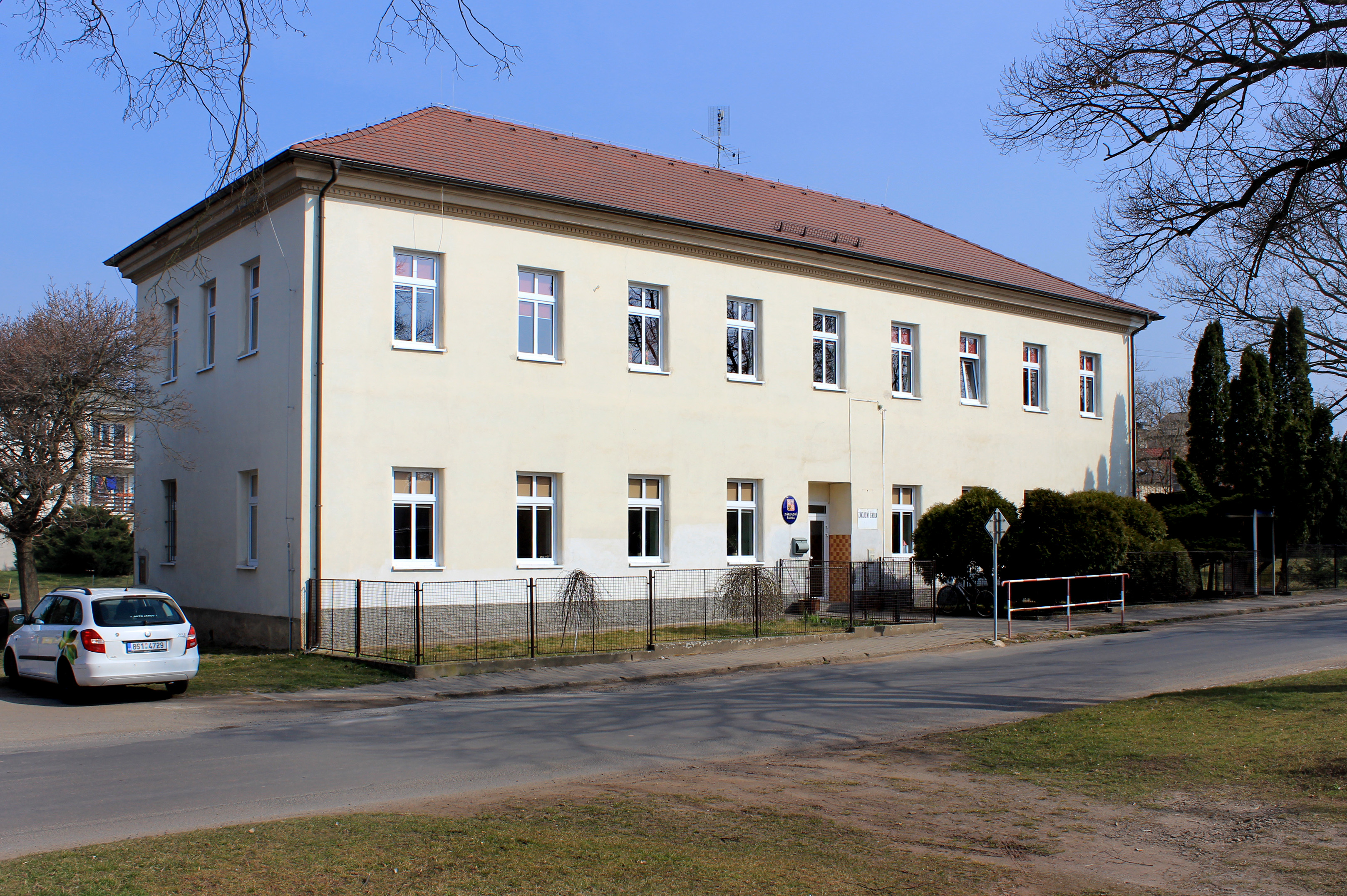
Základní škola
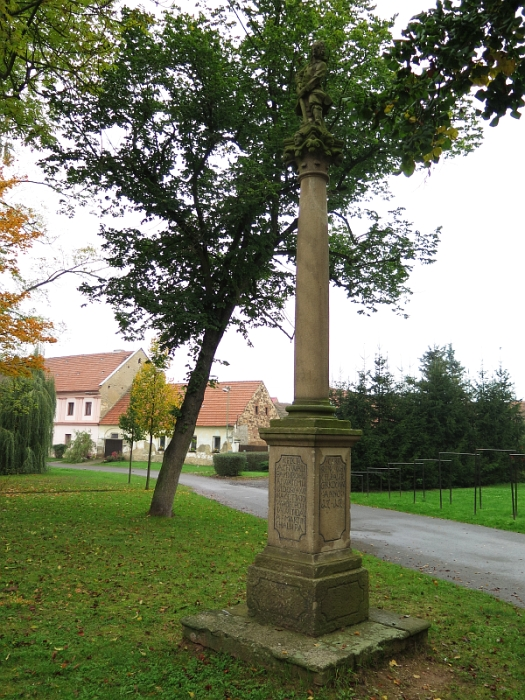
Sloup se sochou svatého Isidora
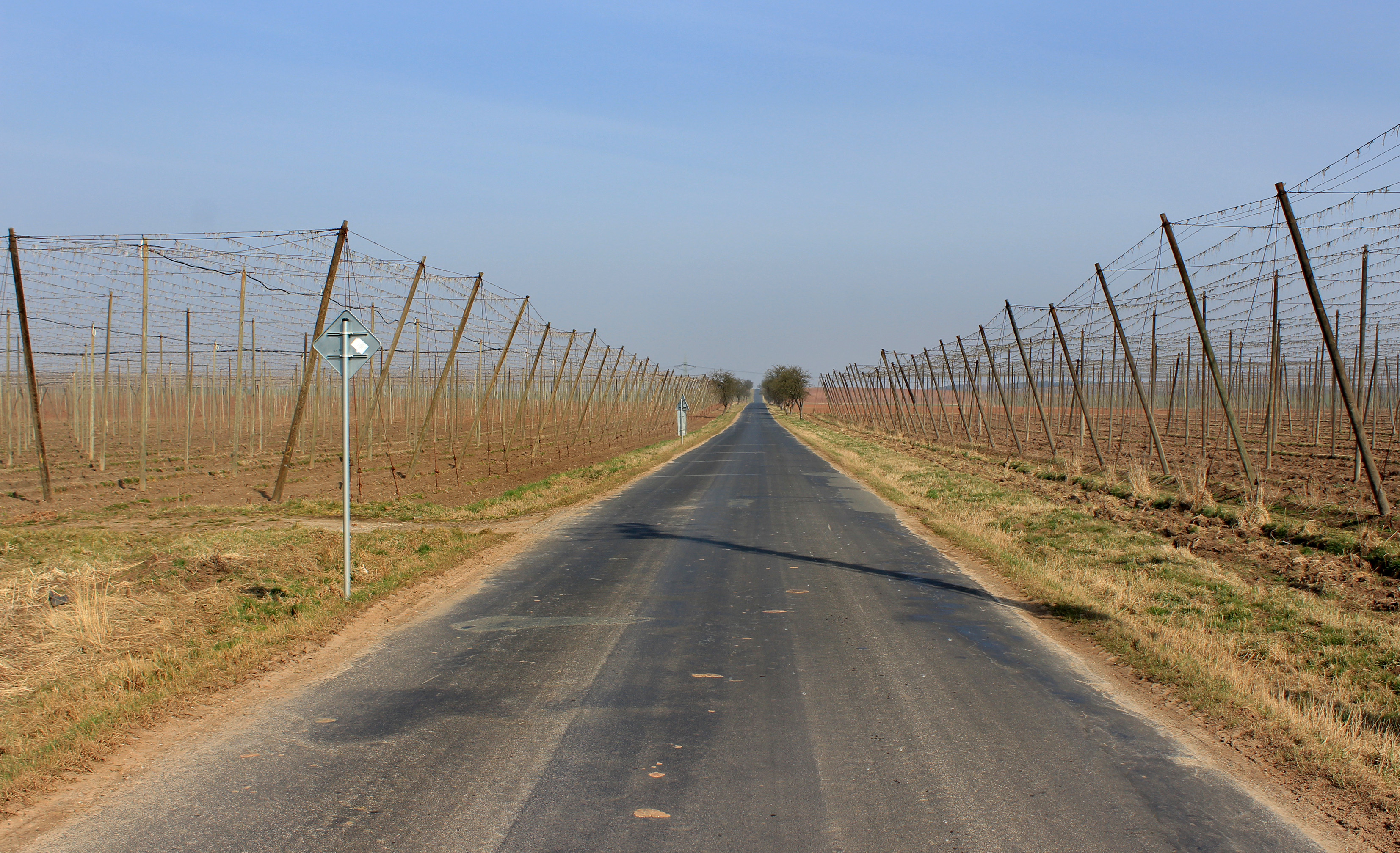
Chmelnice na severním okraji vesnice
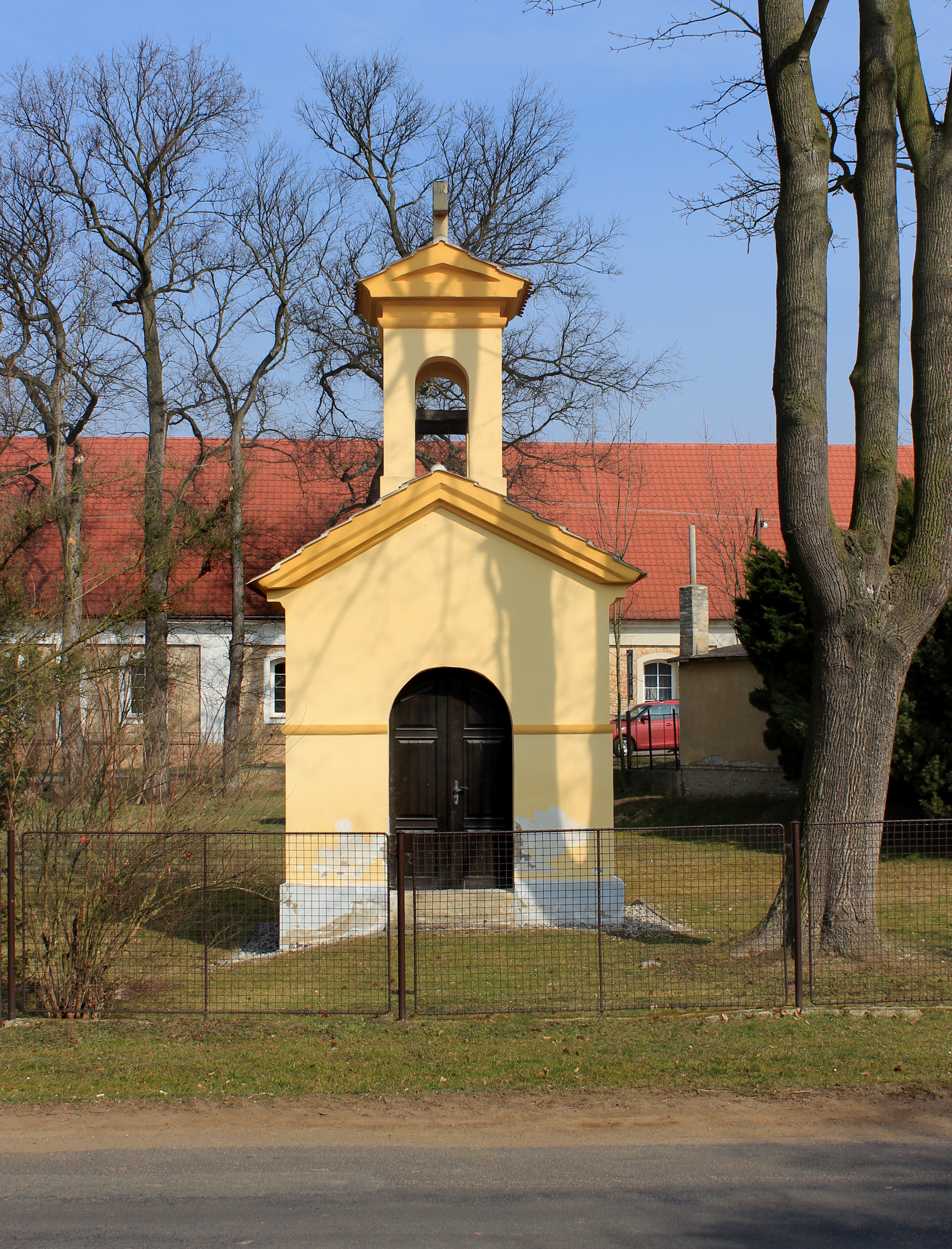
Kaplička na návsi
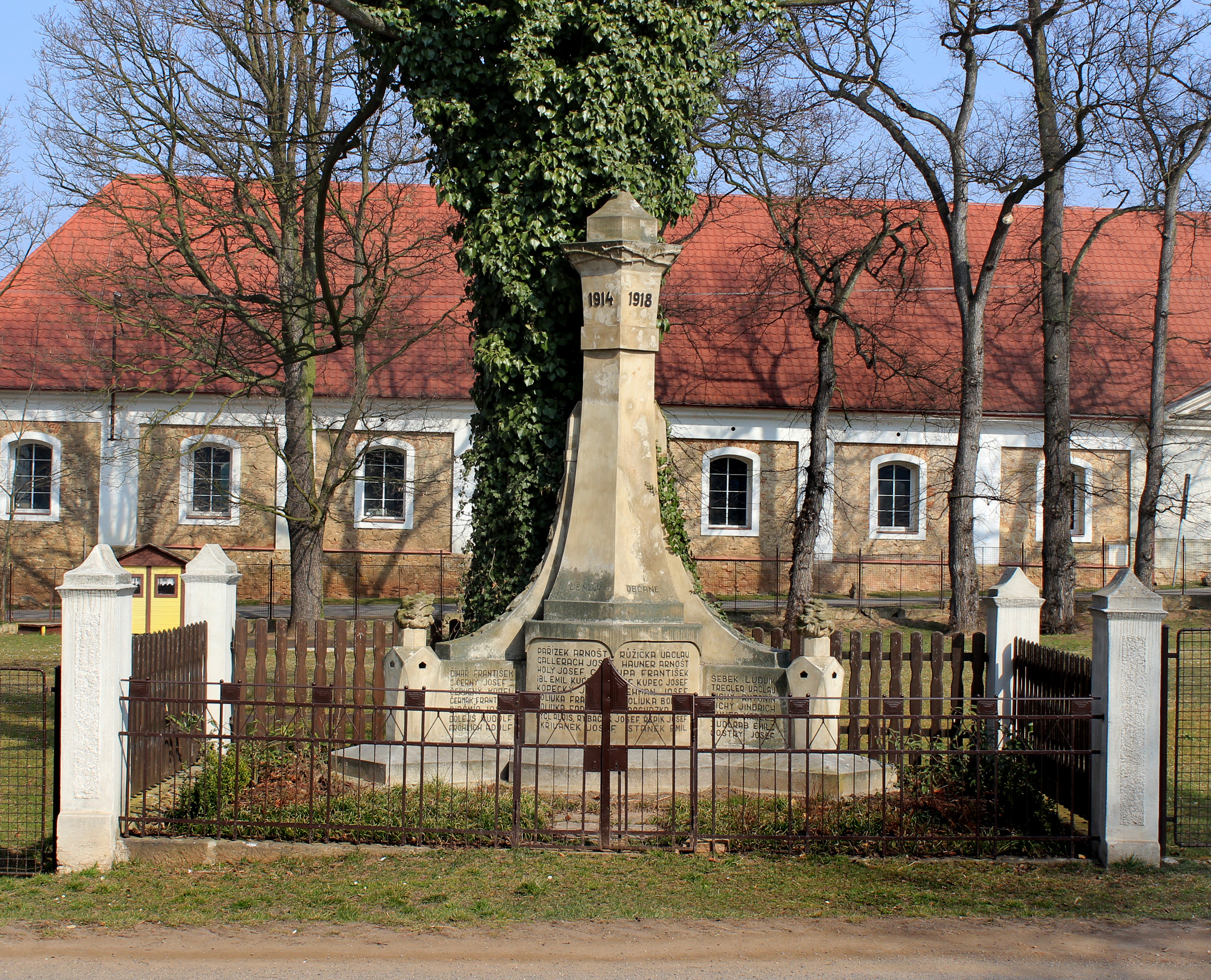
Památník obětem první světové války